# Danthoniopsis
Genre
Danthoniopsis est un genre de plantes monocotylédones de la famille des Poaceae, sous-famille des Panicoideae, originaire d'Afrique et d'Arabie, qui comprend une vingtaine d'espèces.

## Liste d'espèces
Selon World Checklist of Selected Plant Families (WCSP) (2 janvier 2017) :
- Danthoniopsis acutigluma Chippind., Blumea (1946)
- Danthoniopsis aptera R.I.S.Correia & Phipps, Bol. Soc. Brot., sér. 2 (1967)
- Danthoniopsis barbata (Nees) C.E.Hubb. (1934)
- Danthoniopsis chevalieri A.Camus & C.E.Hubb. (1934)
- Danthoniopsis chimanimaniensis (J.B.Phipps) Clayton (1967)
- Danthoniopsis dinteri (Pilg.) C.E.Hubb. (1934)
- Danthoniopsis lignosa C.E.Hubb. (1949)
- Danthoniopsis parva (J.B.Phipps) Clayton (1967)
- Danthoniopsis petiolata (J.B.Phipps) Clayton (1967)
- Danthoniopsis pruinosa C.E.Hubb. (1934)
- Danthoniopsis ramosa (Stapf) Clayton (1967)
- Danthoniopsis scopulorum (J.B.Phipps) J.B.Phipps, Bol. Soc. Brot., sér. 2.A (1973)
- Danthoniopsis simulans (C.E.Hubb.) Clayton (1967)
- Danthoniopsis stocksii (Boiss.) C.E.Hubb. (1935)
- Danthoniopsis viridis (Rendle) C.E.Hubb. (1935)
- Danthoniopsis wasaensis C.E.Hubb. (1935)